# Steinkreis von Uragh North
Der Steinkreis von Uragh North im County Kerry in Irland steht auf der Beara-Halbinsel zwischen den Seen Cloonee Lough (Upper) und Loch Inchiquin im Townland Uragh (irisch An Iúrach). Der die beiden Seen verbindende Fluss Ameen fließt etwa 200 m nördlich vorbei. Der Kreis ist nur über eine Stichstraße erreichbar, die bei Cooragillagh anfängt.
In der Republik Irland gibt es 187 Steinkreise. Die Mehrheit befindet sich mit 103 Kreisen im County Cork. 20 Kreise liegen im County Kerry und 11 im County Mayo. Dieser Steinkreis steht auf einer kleinen Terrasse am Hang über dem Loch Inchiquin. Ein etwa drei Meter hoher Monolith steht neben dem winzigen „Five-Stone-Circle“, mit 2,4 m Durchmesser, einer Steinkreisgattung, die für den Südwesten der Insel typisch ist. Uragh ist ein charakteristisch irischer Steinkreis der Cork-Kerry-Serie aus plattenartigen Steinen. Vier Steine stehen, während der südöstliche in Schieflage geraten ist. Der radial zum Kreis angeordnete quaderförmige Monolith beherrscht die Szene. Er steht nur 60 cm vom Steinkreis entfernt. In der Nähe steht der etwas größere Steinkreis Uragh Südwest.